# Liste des gares du S-Bahn de Berlin
La liste des gares du S-Bahn de Berlin est une liste alphabétique complète des 166 gares S-Bahn situées dans l'agglomération berlinoise et exploitées par la  S-Bahn Berlin GmbH, filiale de la Deutsche Bahn. 

## Liste des gares par ordre alphabétique
- Haut – A
- B
- C
- D
- E
- F
- G
- H
- I
- J
- K
- L
- M
- N
- O
- P
- Q
- R
- S
- T
- U
- V
- W
- X
- Y
- Z

Légende : 

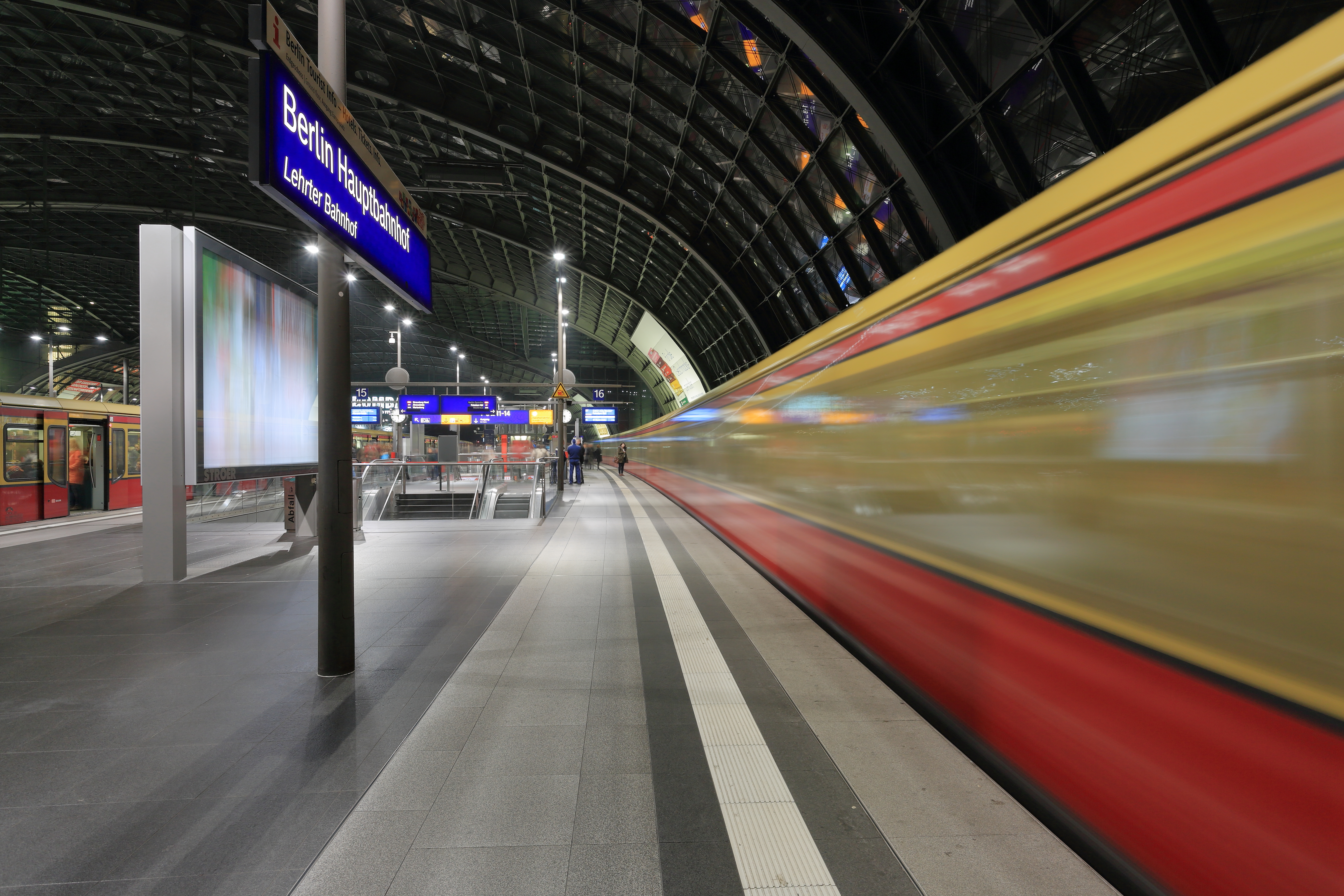
Une rame S-Bahn en gare centrale de Berlin.

- Gare : gare de l'agglomération berlinoise actuellement desservie par le S-Bahn de Berlin (les gares berlinoises desservies uniquement par d'autres trains comme les RegionalBahn ne sont pas listées ici). Le symbole  signale que les quais de la station sont accessibles aux fauteuils roulants par ascenseur ou rampe d'accès. (Les titres entre parenthèses et en italique correspondent au nom allemand officiel lorsqu'il est différent du nom français).
- : ligne de S-Bahn en service qui dessert la  gare.
- Ligne ferroviaire : ligne ferroviaire empruntée par la ligne de S-Bahn qui dessert la gare.
- Mise en service : Date de la première mise en service de la desserte S-Bahn dans la gare (ce qui correspond souvent à l'électrification de la voie ferrée. La plupart des gares ont été ouvertes au trafic des machines à vapeur durant le XIXe siècle.)
- Zone tarifaire : Les trois zones tarifaires des transports en commun de Berlin-Brandebourg. La zone A inclut le centre de Berlin à l'intérieur du Ringbahn, la zone B inclut la banlieue berlinoise à l'extérieur du Ringbahn, la zone C est réservée aux gares situées dans le land de Brandebourg au-delà des frontières du land de Berlin.
- Quartier / commune : Quartier de Berlin ou commune du Brandebourg où se trouve la gare.
- : Correspondance à des lignes du tramway de Berlin, de Woltersdorf, de Strausberg ou de Potsdam exploitées en monopole par la Berliner Verkehrsbetriebe (BVG)
- : Correspondance à des lignes du Métro de Berlin exploitées en monopole par la Berliner Verkehrsbetriebe (BVG)
- : Correspondance à des lignes régionales et interrégionales de trains (par ex. Regionalbahn, Regional-Express..)
- : Correspondance à des lignes nationales et internationales de trains à grande vitesse (par ex. Inter City Express (ICE), InterConnex...)

### A
| Gare |  | Ligne ferroviaire                                   | Mise en service   | Zone tarifaire | Quartier/ Commune |                                                                               |  |  |  |
| --- |  | --------------------------------------------------- | ----------------- | -------------- | ----------------- | ----------------------------------------------------------------------------- |  |  |  |
| Adlershof                                                                                                |  | Berlin—Görlitz                                      | 6 novembre 1928   | B              | Adlershof         |                                                                               |  |  |  |
| Gare de l'aéroport de Berlin (Bahnhof Flughafen BER)                                                     |  | Grünauer Kreuz—Schönefeld                           | 26 septembre 2020 | C              | Schönefeld        |                                                                               |  |  |  |
| Gare de l'aéroport de Berlin - Terminal 5 (Schönefeld) (Bahnhof Flughafen BER – Terminal 5 (Schönefeld)) |  | Grünauer Kreuz—Schönefeld                           | 10 juillet 1951   | C              | Schönefeld        |                                                                               |  |  |  |
| Ahrensfelde                                                                                              |  | Berlin—Wriezen                                      | 30 décembre 1982  | B              | Marzahn           |                                                                               |  |  |  |
| Alexanderplatz                                                                                           |  | Stadtbahn                                           | 11 juin 1928      | A              | Mitte             | Tramway de Berlin · Tramway de Berlin · Tramway de Berlin · Tramway de Berlin |  |  |  |
| Alt-Reinickendorf                                                                                        |  | Berlin—Kremmen                                      | 16 mars 1927      | B              | Reinickendorf     |                                                                               |  |  |  |
| Altglienicke                                                                                             |  | Grande ceinture de fret Grünauer Kreuz—Aéroport BER | 26 février 1962   | B              | Altglienicke      |                                                                               |  |  |  |
| Gare d'Anhalt (Anhalter Bahnhof)                                                                         |  | Tunnel nord-sud                                     | 9 octobre 1939    | A              | Kreuzberg         |                                                                               |  |  |  |
| Attilastraße                                                                                             |  | Berlin—Dresde                                       | 15 mai 1939       | B              | Tempelhof         |                                                                               |  |  |  |

### B
| Gare                                 |  | Ligne ferroviaire                      | Mise en service  | Zone tarifaire | Quartier/ Commune   |                                       |  |  |  |
| ------------------------------------ |  | -------------------------------------- | ---------------- | -------------- | ------------------- | ------------------------------------- |  |  |  |
| Babelsberg                           |  | Wannsee                                | 11 juin 1928     | C              | Babelsberg          | 94 98                                 |  |  |  |
| Baumschulenweg                       |  | Baumschulenweg—Neukölln Berlin—Görlitz | 6 novembre 1928  | B              | Baumschulenweg      |                                       |  |  |  |
| Bellevue                             |  | Stadtbahn                              | 11 juin 1928     | A              | Mitte               |                                       |  |  |  |
| Bergfelde                            |  | Grande ceinture                        | 27 mai 1962      | C              | Hohen Neuendorf     |                                       |  |  |  |
| Berlin-Central (Berlin Hauptbahnhof) |  | Stadtbahn                              | 26 mai 2006      | A              | Mitte               | Tramway de Berlin                     |  |  |  |
| Bernau bei Berlin                    |  | Berlin—Szczecin                        | 8 août 1924      | C              | Bernau bei Berlin   |                                       |  |  |  |
| Beusselstraße                        |  | Ringbahn                               | 1er février 1929 | A              | Moabit              |                                       |  |  |  |
| Biesdorf                             |  | Prusse-Orientale                       | 6 novembre 1928  | B              | Biesdorf            |                                       |  |  |  |
| Birkenstein                          |  | Prusse-Orientale                       | 21 décembre 1992 | C              | Hoppegarten         |                                       |  |  |  |
| Birkenwerder                         |  | Berlin—Stralsund                       | 5 juin 1925      | C              | Birkenwerder        |                                       |  |  |  |
| Blankenbourg                         |  | Berlin—Szczecin                        | 8 août 1924      | B              | Blankenbourg        |                                       |  |  |  |
| Blankenfelde                         |  | Berlin—Dresde                          | 8 octobre 1950   | C              | Blankenfelde-Mahlow |                                       |  |  |  |
| Borgsdorf                            |  | Berlin—Stralsund                       | 4 octobre 1925   | C              | Hohen Neuendorf     |                                       |  |  |  |
| Bornholmer Straße                    |  | Berlin—Stralsund Berlin—Szczecin       | 1er octobre 1935 | B              | Prenzlauer Berg     | Tramway de Berlin · Tramway de Berlin |  |  |  |
| Botanischer Garten                   |  | Wannsee                                | 15 mai 1933      | B              | Lichterfelde        |                                       |  |  |  |
| Brandenburger Tor                    |  | Tunnel nord-sud                        | 27 juillet 1936  | A              | Mitte               |                                       |  |  |  |
| Buch                                 |  | Berlin—Szczecin                        | 8 août 1924      | B              | Buch                |                                       |  |  |  |
| Buckower Chaussee                    |  | Berlin—Dresde                          | 15 mai 1946      | B              | Marienfelde         |                                       |  |  |  |
| Bundesplatz                          |  | Ringbahn                               | 6 novembre 1928  | A              | Wilmersdorf         |                                       |  |  |  |

### C
| Gare                             |  | Ligne ferroviaire            | Mise en service | Zone tarifaire | Quartier/ Commune |  |  |  |  |
| -------------------------------- |  | ---------------------------- | --------------- | -------------- | ----------------- |  |  |  |  |
| Charlottenbourg (Charlottenburg) |  | Stadtbahn Berlin—Blankenheim | 11 juin 1928    | A              | Charlottenbourg   |  |  |  |  |

### E
| Gare                       |  | Ligne ferroviaire | Mise en service | Zone tarifaire | Quartier/ Commune |  |  |  |  |
| -------------------------- |  | ----------------- | --------------- | -------------- | ----------------- |  |  |  |  |
| Eichborndamm               |  | Berlin—Kremmen    | 16 mars 1927    | B              | Reinickendorf     |  |  |  |  |
| Eichwalde                  |  | Berlin—Görlitz    | 30 avril 1951   | C              | Eichwalde         |  |  |  |  |
| Erkner                     |  | Berlin—Wrocław    | 11 juin 1928    | C              | Erkner            |  |  |  |  |
| Gare de l'Est (Ostbahnhof) |  | Stadtbahn         | 11 juin 1928    | A              | Friedrichshain    |  |  |  |  |

### F
| Gare                                      |  | Ligne ferroviaire         | Mise en service    | Zone tarifaire | Quartier/ Commune      |                                                           |  |  |  |
| ----------------------------------------- |  | ------------------------- | ------------------ | -------------- | ---------------------- | --------------------------------------------------------- |  |  |  |
| Feuerbachstraße                           |  | Wannsee                   | 15 mars 1933       | B              | Steglitz               |                                                           |  |  |  |
| Frankfurter Allee                         |  | Ringbahn                  | 1er février 1929   | A              | Friedrichshain         | Tramway de Berlin                                         |  |  |  |
| Fredersdorf                               |  | Prusse-Orientale          | 1er septembre 1948 | C              | Fredersdorf-Vogelsdorf |                                                           |  |  |  |
| Friedenau                                 |  | Wannsee                   | 15 mars 1933       | B              | Schöneberg             |                                                           |  |  |  |
| Friedenstal                               |  | Berlin—Szczecin           | 30 septembre 1997  | C              | Bernau bei Berlin      |                                                           |  |  |  |
| Friedrichsfelde-Est (Friedrichsfelde Ost) |  | Prusse-Orientale          | 6 novembre 1928    | B              | Marzahn                | Tramway de Berlin · Tramway de Berlin · Tramway de Berlin |  |  |  |
| Friedrichshagen                           |  | Berlin—Wrocław            | 11 juin 1928       | B              | Friedrichshagen        | Tramway de Berlin · Tramway de Berlin                     |  |  |  |
| Friedrichstraße                           |  | Stadtbahn Tunnel nord-sud | juin 1928          | A              | Mitte                  | Tramway de Berlin · Tramway de Berlin                     |  |  |  |
| Frohnau                                   |  | Berlin—Stralsund          | 5 juin 1925        | B              | Frohnau                |                                                           |  |  |  |

### G
| Gare                |  | Ligne ferroviaire           | Mise en service  | Zone tarifaire | Quartier/ Commune    |                   |  |  |  |
| ------------------- |  | --------------------------- | ---------------- | -------------- | -------------------- | ----------------- |  |  |  |
| Gehrenseestraße     |  | Grande ceinture             | 20 décembre 1984 | B              | Neu-Hohenschönhausen |                   |  |  |  |
| Gesundbrunnen       |  | Ringbahn Berlin—Szczecin    | 8 août 1924      | A              | Gesundbrunnen        |                   |  |  |  |
| Greifswalder Straße |  | Ringbahn                    | 1er février 1929 | A              | Prenzlauer Berg      | Tramway de Berlin |  |  |  |
| Griebnitzsee        |  | Wannsee                     | 6 novembre 1928  | C              | Babelsberg           |                   |  |  |  |
| Grünau              |  | Berlin—Görlitz              | 6 novembre 1928  | B              | Grünau               | Tramway de Berlin |  |  |  |
| Grünbergallee       |  | Grünauer Kreuz—Aéroport BER | 27 mai 1962      | B              | Altglienicke         |                   |  |  |  |
| Grunewald           |  | Berlin–Blankenheim          | 6 novembre 1928  | B              | Grunewald            |                   |  |  |  |

### H
| Gare               |  | Ligne ferroviaire | Mise en service  | Zone tarifaire | Quartier/ Commune    |                                                                                                   |  |  |  |
| ------------------ |  | ----------------- | ---------------- | -------------- | -------------------- | ------------------------------------------------------------------------------------------------- |  |  |  |
| Hackescher Markt   |  | Stadtbahn         | 11 juin 1928     | A              | Mitte                | Tramway de Berlin · Tramway de Berlin · Tramway de Berlin · Tramway de Berlin · Tramway de Berlin |  |  |  |
| Halensee           |  | Ringbahn          | 6 novembre 1928  | A              | Halensee             |                                                                                                   |  |  |  |
| Heerstraße         |  | Spandau           | 23 août 1928     | B              | Westend              |                                                                                                   |  |  |  |
| Hegermühle         |  | Strausberg        | 5 octobre 1984   | C              | Strausberg           |                                                                                                   |  |  |  |
| Heidelberger Platz |  | Ringbahn          | 6 novembre 1928  | A              | Wilmersdorf          |                                                                                                   |  |  |  |
| Heiligensee        |  | Berlin—Kremmen    | 16 mars 1927     | B              | Heiligensee          |                                                                                                   |  |  |  |
| Hennigsdorf        |  | Berlin—Kremmen    | 16 mars 1927     | C              | Hennigsdorf          |                                                                                                   |  |  |  |
| Hermannstraße      |  | Ringbahn          | 6 novembre 1928  | A              | Neukölln             |                                                                                                   |  |  |  |
| Hermsdorf          |  | Berlin—Stralsund  | 5 juin 1925      | B              | Hermsdorf            |                                                                                                   |  |  |  |
| Hirschgarten       |  | Berlin—Wrocław    | 11 juin 1928     | B              | Friedrichshagen      |                                                                                                   |  |  |  |
| Hohen Neuendorf    |  | Berlin—Stralsund  | 5 juin 1925      | C              | Hohen Neuendorf      |                                                                                                   |  |  |  |
| Hohenschönhausen   |  | Grande ceinture   | 20 décembre 1984 | B              | Neu-Hohenschönhausen | Tramway de Berlin · Tramway de Berlin                                                             |  |  |  |
| Hohenzollerndamm   |  | Ringbahn          | 6 novembre 1928  | A              | Halensee             |                                                                                                   |  |  |  |
| Hoppegarten        |  | Prusse-Orientale  | 7 mars 1947      | C              | Hoppegarten          |                                                                                                   |  |  |  |
| Humboldthain       |  | Berlin—Szczecin   | 31 janvier 1935  | A              | Gesundbrunnen        |                                                                                                   |  |  |  |

### I
| Gare              |  | Ligne ferroviaire | Mise en service  | Zone tarifaire | Quartier/ Commune |  |  |  |  |
| ----------------- |  | ----------------- | ---------------- | -------------- | ----------------- |  |  |  |  |
| Innsbrucker Platz |  | Stadtbahn         | 1er juillet 1933 | A              | Friedenau         |  |  |  |  |

### J
| Gare                |  | Ligne ferroviaire | Mise en service  | Zone tarifaire | Quartier/ Commune   |  |  |  |  |
| ------------------- |  | ----------------- | ---------------- | -------------- | ------------------- |  |  |  |  |
| Jannowitzbrücke     |  | Stadtbahn         | 11 juin 1928     | A              | Mitte               |  |  |  |  |
| Julius-Leber-Brücke |  | Wannsee           | 18 avril 1929    | A              | Schöneberg          |  |  |  |  |
| Jungfernheide       |  | Ringbahn          | 1er février 1929 | A              | Charlottenburg-Nord |  |  |  |  |

### K
| Gare                              |  | Ligne ferroviaire                   | Mise en service | Zone tarifaire | Quartier/ Commune   |                                                           |  |  |  |
| --------------------------------- |  | ----------------------------------- | --------------- | -------------- | ------------------- | --------------------------------------------------------- |  |  |  |
| Karl-Bonhoeffer-Nervenklinik (de) |  | Berlin—Kremmen                      | 16 mars 1927    | B              | Reinickendorf       |                                                           |  |  |  |
| Karlshorst                        |  | Berlin—Wrocław                      | 11 juin 1928    | B              | Karlshorst          | Tramway de Berlin · Tramway de Berlin · Tramway de Berlin |  |  |  |
| Karow                             |  | Berlin—Fichtengrund Berlin—Szczecin | 8 août 1924     | B              | Karow               |                                                           |  |  |  |
| Kaulsdorf                         |  | Prusse-Orientale                    | 6 novembre 1928 | B              | Kaulsdorf           |                                                           |  |  |  |
| Köllnische Heide                  |  | Baumschulenweg—Neukölln             | 6 novembre 1928 | B              | Neukölln            |                                                           |  |  |  |
| Königs Wusterhausen               |  | Berlin—Görlitz                      | 30 avril 1951   | C              | Königs Wusterhausen |                                                           |  |  |  |
| Köpenick                          |  | Berlin—Wrocław                      | 11 juin 1928    | B              | Köpenick            | Tramway de Berlin · Tramway de Berlin · Tramway de Berlin |  |  |  |

### L
| Gare                                   |  | Ligne ferroviaire                          | Mise en service  | Zone tarifaire | Quartier/ Commune |                                                           |  |  |  |
| -------------------------------------- |  | ------------------------------------------ | ---------------- | -------------- | ----------------- | --------------------------------------------------------- |  |  |  |
| Landsberger Allee                      |  | Ringbahn                                   | 1er février 1929 | A              | Prenzlauer Berg   | Tramway de Berlin · Tramway de Berlin · Tramway de Berlin |  |  |  |
| Lankwitz                               |  | Berlin—Halle                               | 2 juillet 1929   | B              | Lankwitz          |                                                           |  |  |  |
| Lehnitz                                |  | Berlin—Stralsund                           | 4 octobre 1925   | C              | Oranienbourg      |                                                           |  |  |  |
| Lichtenberg                            |  | Prusse-Orientale                           | 6 novembre 1928  | B              | Lichtenberg       | Tramway de Berlin · Tramway de Berlin                     |  |  |  |
| Lichtenrade                            |  | Berlin—Dresde                              | 15 mai 1939      | B              | Lichtenrade       |                                                           |  |  |  |
| Lichterfelde-Est (Lichterfelde Ost)    |  | Berlin—Halle                               | 2 juillet 1929   | B              | Lichterfelde      |                                                           |  |  |  |
| Lichterfelde-Ouest (Lichterfelde West) |  | Wannsee                                    | 15 mai 1933      | B              | Lichterfelde      |                                                           |  |  |  |
| Lichterfelde-Sud (Lichterfelde Süd)    |  | Berlin—Halle Lichterfelde-Sud—Teltow-Ville | 9 août 1943      | B              | Lichterfelde      | Tramway de Berlin · Tramway de Berlin · Tramway de Berlin |  |  |  |

### M
| Gare                  |  | Ligne ferroviaire | Mise en service  | Zone tarifaire | Quartier/ Commune   |                                       |  |  |  |
| --------------------- |  | ----------------- | ---------------- | -------------- | ------------------- | ------------------------------------- |  |  |  |
| Mahlow                |  | Berlin—Dresde     | 15 mai 1939      | C              | Blankenfelde-Mahlow |                                       |  |  |  |
| Mahlsdorf             |  | Prusse-Orientale  | 15 décembre 1930 | B              | Mahlsdorf           | Tramway de Berlin                     |  |  |  |
| Marienfelde           |  | Berlin—Dresde     | 15 mai 1939      | B              | Marienfelde         |                                       |  |  |  |
| Marzahn               |  | Berlin—Wriezen    | 30 décembre 1976 | B              | Marzahn             | Tramway de Berlin · Tramway de Berlin |  |  |  |
| Mehrower Allee        |  | Berlin—Wriezen    | 15 décembre 1980 | B              | Marzahn             |                                       |  |  |  |
| Messe Nord/ICC        |  | Ringbahn          | 1er février 1929 | A              | Charlottenbourg     |                                       |  |  |  |
| Messe Süd             |  | Spandau           | 23 août 1928     | B              | Westend             |                                       |  |  |  |
| Mexikoplatz           |  | Wannsee           | 15 mai 1933      | B              | Zehlendorf          |                                       |  |  |  |
| Mühlenbeck-Mönchmühle |  | Grande ceinture   | 2 juillet 1984   | C              | Mühlenbecker Land   |                                       |  |  |  |

### N
| Gare                       |  | Ligne ferroviaire                | Mise en service  | Zone tarifaire | Quartier/ Commune     |                                       |  |  |  |
| -------------------------- |  | -------------------------------- | ---------------- | -------------- | --------------------- | ------------------------------------- |  |  |  |
| Neuenhagen bei Berlin      |  | Prusse-Orientale                 | 1er juillet 1948 | C              | Neuenhagen bei Berlin |                                       |  |  |  |
| Neukölln                   |  | Ringbahn Baumschulenweg—Neukölln | 6 novembre 1928  | A              | Neukölln              |                                       |  |  |  |
| Nikolassee                 |  | Wannsee                          | 6 août 1928      | B              | Nikolassee            |                                       |  |  |  |
| Nöldnerplatz               |  | Prusse-Orientale                 | 6 août 1928      | B              | Rummelsbourg          |                                       |  |  |  |
| Gare du Nord (Nordbahnhof) |  | Tunnel nord-sud Berlin—Szczecin  | 27 juillet 1936  | A              | Mitte                 | Tramway de Berlin · Tramway de Berlin |  |  |  |

### O
| Gare                       |  | Ligne ferroviaire                        | Mise en service   | Zone tarifaire | Quartier/ Commune |                                                           |  |  |  |
| -------------------------- |  | ---------------------------------------- | ----------------- | -------------- | ----------------- | --------------------------------------------------------- |  |  |  |
| Oberspree                  |  | Schöneweide—Spindlersfeld                | 1er février 1929  | B              | Niederschöneweide |                                                           |  |  |  |
| Olympiastadion             |  | Westkreuz—Spandau                        | 23 août 1928      | B              | Westend           |                                                           |  |  |  |
| Oranienbourg (Oranienburg) |  | Berlin—Stralsund                         | 4 octobre 1925    | C              | Oranienbourg      |                                                           |  |  |  |
| Oranienburger Straße       |  | Tunnel nord-sud                          | 27 juillet 1936   | A              | Mitte             | Tramway de Berlin · Tramway de Berlin · Tramway de Berlin |  |  |  |
| Osdorfer Straße            |  | Berlin—Halle                             | 25 septembre 1998 | B              | Lichterfelde      |                                                           |  |  |  |
| Ostkreuz                   |  | Ringbahn Prusse-Orientale Berlin–Wrocław | 11 juin 1928      | A              | Friedrichshain    |                                                           |  |  |  |

### P
| Gare                                   |  | Ligne ferroviaire          | Mise en service   | Zone tarifaire | Quartier/ Commune      |                                       |  |  |  |
| -------------------------------------- |  | -------------------------- | ----------------- | -------------- | ---------------------- | ------------------------------------- |  |  |  |
| Pankow                                 |  | Berlin—Szczecin            | 8 août 1924       | B              | Pankow                 | Tramway de Berlin · Tramway de Berlin |  |  |  |
| Pankow-Heinersdorf                     |  | Berlin—Szczecin            | 8 août 1924       | B              | Pankow                 | Tramway de Berlin                     |  |  |  |
| Petershagen-Nord (Petershagen Nord)    |  | Prusse-Orientale           | 31 octobre 1948   | C              | Petershagen/Eggersdorf |                                       |  |  |  |
| Pichelsberg                            |  | Westkreuz—Spandau          | 23 août 1928      | B              | Westend                |                                       |  |  |  |
| Plänterwald                            |  | Berlin—Görlitz             | 3 juin 1956       | B              | Plänterwald            |                                       |  |  |  |
| Poelchaustraße                         |  | Berlin—Wriezen             | 28 septembre 1979 | B              | Marzahn                |                                       |  |  |  |
| Potsdam-Central (Potsdam Hauptbahnhof) |  | Wannsee                    | 6 novembre 1928   | C              | Potsdam                | 91 92 93 96 98 99                     |  |  |  |
| Potsdamer Platz                        |  | Tunnel nord-sud            | 15 avril 1939     | A              | Mitte                  |                                       |  |  |  |
| Prenzlauer Allee                       |  | Ringbahn                   | 1er février 1929  | A              | Prenzlauer Berg        | Tramway de Berlin                     |  |  |  |
| Priesterweg                            |  | Berlin—Halle Berlin—Dresde | 7 octobre 1928    | B              | Schöneberg             |                                       |  |  |  |

### R
| Gare                                                |  | Ligne ferroviaire | Mise en service  | Zone tarifaire | Quartier/ Commune |                   |  |  |  |
| --------------------------------------------------- |  | ----------------- | ---------------- | -------------- | ----------------- | ----------------- |  |  |  |
| Rahnsdorf                                           |  | Berlin—Wrocław    | 11 juin 1928     | B              | Rahnsdorf         | 87                |  |  |  |
| Raoul-Wallenberg-Straße                             |  | Berlin—Wriezen    | 15 décembre 1980 | B              | Marzahn           |                   |  |  |  |
| Rathaus Steglitz (de)                               |  | Wannsee           | 15 mai 1933      | B              | Steglitz          |                   |  |  |  |
| Röntgental                                          |  | Berlin—Szczecin   | 8 août 1924      | C              | Panketal          |                   |  |  |  |
| Rummelsbourg (Rummelsburg)                          |  | Berlin—Wrocław    | 11 juin 1928     | B              | Rummelsbourg      | Tramway de Berlin |  |  |  |
| Dépôt de Rummelsbourg (Betriebsbahnhof Rummelsburg) |  | Berlin—Wrocław    | 11 juin 1928     | B              | Rummelsbourg      |                   |  |  |  |

### S
| Gare                                               |  | Ligne ferroviaire                           | Mise en service   | Zone tarifaire | Quartier/ Commune |                                                                                                   |  |  |  |
| -------------------------------------------------- |  | ------------------------------------------- | ----------------- | -------------- | ----------------- | ------------------------------------------------------------------------------------------------- |  |  |  |
| Savignyplatz (de)                                  |  | Stadtbahn                                   | 11 juin 1928      | A              | Charlottenbourg   |                                                                                                   |  |  |  |
| Schichauweg                                        |  | Berlin—Dresde                               | 1er décembre 1990 | B              | Lichtenrade       |                                                                                                   |  |  |  |
| Schlachtensee                                      |  | Wannsee                                     | 15 mai 1933       | B              | Nikolassee        |                                                                                                   |  |  |  |
| Schöneberg                                         |  | Ringbahn Wannsee                            | 1er mars 1933     | A              | Schöneberg        |                                                                                                   |  |  |  |
| Schöneweide                                        |  | Berlin—Görlitz Schöneweide—Spindlersfeld    | 6 novembre 1928   | B              | Niederschöneweide | Tramway de Berlin · Tramway de Berlin · Tramway de Berlin · Tramway de Berlin · Tramway de Berlin |  |  |  |
| Dépôt de Schöneweide (Betriebsbahnhof Schöneweide) |  | Berlin—Görlitz                              | 6 novembre 1928   | B              | Niederschöneweide |                                                                                                   |  |  |  |
| Schönfließ                                         |  | Grande ceinture                             | 19 novembre 1961  | C              | Mühlenbecker Land |                                                                                                   |  |  |  |
| Schönhauser Allee                                  |  | Ringbahn                                    | 1er février 1929  | A              | Prenzlauer Berg   | Tramway de Berlin                                                                                 |  |  |  |
| Schönholz                                          |  | Schönholz—Kremmen Berlin—Stralsund          | 5 juin 1925       | B              | Reinickendorf     |                                                                                                   |  |  |  |
| Schulzendorf                                       |  | Schönholz—Kremmen                           | 16 mars 1927      | B              | Heiligensee       |                                                                                                   |  |  |  |
| Sonnenallee                                        |  | Ringbahn                                    | 6 novembre 1928   | A              | Neukölln          |                                                                                                   |  |  |  |
| Spandau                                            |  | Westkreuz—Spandau                           | 23 août 1928      | B              | Spandau           |                                                                                                   |  |  |  |
| Spindlersfeld                                      |  | Schöneweide—Spindlersfeld                   | 1er février 1929  | B              | Köpenick          | Tramway de Berlin · Tramway de Berlin                                                             |  |  |  |
| Springpfuhl                                        |  | Grande ceinture Berlin—Wriezen              | 30 décembre 1976  | B              | Marzahn           | Tramway de Berlin · Tramway de Berlin                                                             |  |  |  |
| Strausberg                                         |  | Strausberg—Strausberg-Nord Prusse-Orientale | 31 octobre 1948   | C              | Strausberg        | 89                                                                                                |  |  |  |
| Strausberg-Nord (Strausberg Nord)                  |  | Strausberg—Strausberg-Nord                  | 3 juin 1956       | C              | Strausberg        |                                                                                                   |  |  |  |
| Strausberg-Ville (Strausberg Stadt)                |  | Strausberg—Strausberg-Nord                  | 3 juin 1956       | C              | Strausberg        |                                                                                                   |  |  |  |
| Storkower Straße                                   |  | Ringbahn                                    | 1er février 1929  | A              | Prenzlauer Berg   |                                                                                                   |  |  |  |
| Stresow (de)                                       |  | Westkreuz—Spandau                           | 23 août 1928      | B              | Spandau           |                                                                                                   |  |  |  |
| Südende                                            |  | Berlin—Halle                                | 2 juillet 1929    | B              | Steglitz          |                                                                                                   |  |  |  |
| Südkreuz                                           |  | Berlin—Halle Berlin—Dresde Ringbahn         | 7 juillet 2004    | A              | Schöneberg        |                                                                                                   |  |  |  |
| Sundgauer Straße                                   |  | Wannsee                                     | 1er juillet 1934  | B              | Zehlendorf        |                                                                                                   |  |  |  |

### T
| Gare                        |  | Ligne ferroviaire             | Mise en service | Zone tarifaire | Quartier/ Commune |  |  |  |  |
| --------------------------- |  | ----------------------------- | --------------- | -------------- | ----------------- |  |  |  |  |
| Tegel                       |  | Berlin—Kremmen                | 16 mars 1927    | B              | Tegel             |  |  |  |  |
| Teltow-Ville (Teltow Stadt) |  | Lichterfelde-Sud—Teltow-Ville | 25 février 2005 | C              | Teltow            |  |  |  |  |
| Tempelhof                   |  | Ringbahn                      | 6 novembre 1928 | A              | Tempelhof         |  |  |  |  |
| Tiergarten                  |  | Stadtbahn                     | 11 juin 1928    | A              | Hansaviertel      |  |  |  |  |
| Treptower Park              |  | Ringbahn                      | 6 novembre 1928 | A              | Alt-Treptow       |  |  |  |  |

### W
| Gare                        |  | Ligne ferroviaire                             | Mise en service  | Zone tarifaire | Quartier/ Commune    |                                       |  |  |  |
| --------------------------- |  | --------------------------------------------- | ---------------- | -------------- | -------------------- | ------------------------------------- |  |  |  |
| Waidmannslust               |  | Berlin—Stralsund                              | 5 juin 1925      | B              | Waidmannslust        |                                       |  |  |  |
| Wannsee                     |  | Wannsee Berlin—Blankenheim                    | 6 novembre 1928  | B              | Wannsee              |                                       |  |  |  |
| Warschauer Straße           |  | Prusse-Orientale Berlin–Wrocław               | 11 juin 1928     | A              | Friedrichshain       | Tramway de Berlin · Tramway de Berlin |  |  |  |
| Wartenberg                  |  | Grande ceinture                               | 20 décembre 1995 | B              | Neu-Hohenschönhausen |                                       |  |  |  |
| Wedding                     |  | Ringbahn                                      | 1er février 1929 | A              | Wedding              |                                       |  |  |  |
| Westend                     |  | Ringbahn                                      | 1er février 1929 | A              | Charlottenbourg      |                                       |  |  |  |
| Westhafen                   |  | Ringbahn                                      | 1er février 1929 | A              | Moabit               |                                       |  |  |  |
| Westkreuz                   |  | Ringbahn Westkreuz—Spandau Berlin—Blankenheim | 10 décembre 1928 | A              | Charlottenbourg      |                                       |  |  |  |
| Wildau                      |  | Berlin—Görlitz                                | 30 avril 1951    | C              | Wildau               |                                       |  |  |  |
| Wilhelmshagen               |  | Berlin–Wrocław                                | 11 juin 1928     | B              | Rahnsdorf            |                                       |  |  |  |
| Wilhelmsruh                 |  | Berlin—Stralsund                              | 5 juin 1925      | B              | Reinickendorf        |                                       |  |  |  |
| Wittenau Wilhelmsruher Damm |  | Berlin—Stralsund                              | 5 juin 1925      | B              | Wittenau             |                                       |  |  |  |
| Wollankstraße               |  | Berlin—Stralsund                              | 5 juin 1925      | B              | Pankow               |                                       |  |  |  |
| Wuhletal                    |  | Prusse-Orientale                              | 1er juillet 1989 | B              | Biesdorf             |                                       |  |  |  |
| Wuhlheide                   |  | Berlin–Wrocław                                | 11 juin 1928     | B              | Köpenick             |                                       |  |  |  |

### Y
| Gare                           |  | Ligne ferroviaire | Mise en service | Zone tarifaire | Quartier/ Commune |  |  |  |  |
| ------------------------------ |  | ----------------- | --------------- | -------------- | ----------------- |  |  |  |  |
| Yorckstraße                    |  | Berlin—Wrocław    | 15 mai 1939     | A              | Schöneberg        |  |  |  |  |
| Yorckstraße Großgörschenstraße |  | Wannsee           | 9 octobre 1939  | A              | Schöneberg        |  |  |  |  |

### Z
| Gare                |  | Ligne ferroviaire         | Mise en service | Zone tarifaire | Quartier/ Commune |  |  |  |  |
| ------------------- |  | ------------------------- | --------------- | -------------- | ----------------- |  |  |  |  |
| Zehlendorf          |  | Berlin—Magdebourg Wannsee | 15 mai 1933     | B              | Zehlendorf        |  |  |  |  |
| Zepernick           |  | Berlin—Szczecin           | 8 juin 1924     | C              | Panketal          |  |  |  |  |
| Zeuthen             |  | Berlin–Görlitz            | 30 avril 1951   | C              | Zeuthen           |  |  |  |  |
| Zoologischer Garten |  | Stadtbahn                 | 11 juin 1928    | A              | Charlottenbourg   |  |  |  |  |

- Haut – A
- B
- C
- D
- E
- F
- G
- H
- I
- J
- K
- L
- M
- N
- O
- P
- Q
- R
- S
- T
- U
- V
- W
- X
- Y
- Z